# Erich Bautz
Erich Bautz (Dortmund, 26 de maig de 1913 - Dortmund, 17 de setembre de 1986) va ser un ciclista alemany que fou professional entre 1934 i 1953. En el seu palmarès destaquen una trentena de victòries, entre les quals destaquen tres Campionats nacionals en ruta (1937, 1941, 1950) i dues victòries d'etapa al Tour de França de 1937. En aquesta edició de Tour va vestir el mallot groc durant 3 etapes.

## Palmarès
- 1933
  - 1r a la Volta a Colònia amateur
- 1935
  - 1r de la Volta a Dortmund
  - 1r del Circuit de Schweinfurth
- 1936
  - 1r de la Volta a Colònia
  - 1r de la Volta d'Erfurth
  - 1r del Gran Premi del Sarre
- 1937
  -  Campió d'Alemanya en ruta
  - 1r de la Volta de Harz
  - 1r de la Volta del Coll de Spessart
  - Vencedor de 2 etapes del Tour de França
  - Vencedor d'una etapa de la Volta a Alemanya
  - Vencedor d'una etapa de la Volta a Luxemburg
- 1938
  - 1r del Premi de Bielefeld
  - Vencedor de 2 etapes de la Volta a Alemanya
- 1939
  - 1r de la Volta a Frankfurt
  - 1r del Gran Premi de Wuppertal
  - Vencedor d'una etapa de la Volta a Alemanya
- 1941
  -  Campió d'Alemanya en ruta
  - Vencedor d'una etapa de l'Echarpe d'Or Torpedo
- 1942
  -  Campió d'Alemanya de mig-fons
  - 1r de la Volta a Westmark i d'una etapa
- 1947
  - 1r de la Volta a Alemanya i d'una etapa
- 1950
  -  Campió d'Alemanya en ruta
  -  Campió d'Alemanya de mig-fons

### Resultats al Tour de França
- 1936. Abandona (6a etapa)
- 1937. 9è de la classificació general, vencedor de 2 etapes i portador del mallot groc durant 3 etapes